# Yerīsīyeh
Yerīsīyeh är en ort i Iran.   Den ligger i provinsen Khuzestan, i den centrala delen av landet, 600 km söder om huvudstaden Teheran. Yerīsīyeh ligger 34 meter över havet och antalet invånare är 266.
Terrängen runt Yerīsīyeh är platt åt sydväst, men åt nordost är den kuperad. Runt Yerīsīyeh är det ganska tätbefolkat, med 62 invånare per kvadratkilometer. Närmaste större samhälle är Omīdīyeh, 7,4 km sydost om Yerīsīyeh. Trakten runt Yerīsīyeh är ofruktbar med lite eller ingen växtlighet.